# مايكل بوتشي
مايكل جوزيف بوتشي (بالإنجليزية: Michael Joseph Pucci)‏ (ولد في 1 يونيو 1963 في كينوشا، ويسكونسن، الولايات المتحدة) سياسي أسترالي سابق خدم في الجمعية التشريعية في كوينزلاند من 2012 إلى 2015 بتمثيله مقاطعة لوغان. ولد في الولايات المتحدة وعمل في قوات مشاة بحرية الولايات المتحدة لمدة 20 عاما قبل الهجرة إلى أستراليا. يمثل بوتشي الحزب الوطني الليبرالي بينما كان في البرلمان ولكن في عام 2017 بدأ العمل من أجل أمة كمدير الحملة الانتخابية للانتخابات المقبلة للدولة.
خدم بوتشي عشرين عاما خدمة نشطة في سلاح البحرية الأمريكية وهو من قدامى المحاربين في حرب الخليج الثانية.